# Rysslands damlandslag i vattenpolo
Rysslands damlandslag i vattenpolo representerar Ryssland i vattenpolo på damsidan. Laget blev Europamästarinnor 2006, 2008. och 2010.

## Medaljer

### OS[4]
| Ort och år  | Placering |
| ----------- | --------- |
| Sydney 2000 |           |

### VM[5]
| Ort och år     | Placering |
| -------------- | --------- |
| Barcelona 2003 |           |
| Melbourne 2007 |           |
| Rom 2009       |           |
| Shanghai 2011  |           |

### EM[6]
| Ort och år     | Placering |
| -------------- | --------- |
| Leeds 1993     |           |
| Sevilla 1997   |           |
| Prato 1999     |           |
| Budapest 2001  |           |
| Ljubljana 2003 |           |
| Belgrad 2006   |           |
| Málaga 2008    |           |
| Zagreb 2010    |           |

### Fotnoter
1. ↑  Todor Krastev (16 mars 2006). ”Women Water Polo XI European Championship 2006 - 02-09.09 Winner Russia” (på engelska). Sport Statistics. Arkiverad från originalet den 14 februari 2016. https://web.archive.org/web/20160214140347/http://todor66.com/Water_Polo/Europe/Women_2006.html. Läst 4 augusti 2015.
2. ↑  Todor Krastev (16 mars 2008). ”Women Water Polo XII European Championship 2008 Malaga (ESP) - 05-12.07 Winner Russia” (på engelska). Sport Statistics. Arkiverad från originalet den 14 februari 2016. https://web.archive.org/web/20160214124329/http://todor66.com/Water_Polo/Europe/Women_2008.html. Läst 4 augusti 2015.
3. ↑  Todor Krastev (16 mars 2010). ”Women Water Polo XIII European Championship 2010 Rijeka (CRO) - 30.08-10.09 Winner Russia” (på engelska). Sport Statistics. Arkiverad från originalet den 29 juni 2015. https://web.archive.org/web/20150629170814/http://todor66.com/Water_Polo/Europe/Women_2010.html. Läst 4 augusti 2015.
4. ↑  ”Water Polo Olympic Games Archive”. Sport Statistics. Arkiverad från originalet den 15 juli 2015. https://web.archive.org/web/20150715204009/http://www.todor66.com/Water_Polo/Olympic/index.html. Läst 4 november 2015.
5. ↑  ”Water Polo World Championship Archive”. Sport Statistics. Arkiverad från originalet den 5 mars 2016. https://web.archive.org/web/20160305040826/http://todor66.com/Water_Polo/World/index.html. Läst 4 november 2015.
6. ↑  ”Water Polo Europe Championships Last Medalists”. Sport Statistics. Arkiverad från originalet den 4 mars 2016. https://web.archive.org/web/20160304215053/http://www.todor66.com/Water_Polo/Europe/index.html. Läst 4 november 2015.